# Света Богородица Елеуса (Клисура)
Вижте пояснителната страница за други значения на Света Богородица Елеуса.
Манастирът „Света Богородица Елеуса“ (на гръцки: Ιερά Μονή της Αγίας Ελεούσας) се намира на 20-тия километър по пътя от Месолонги за Агринио, Етолоакарнания. Манастирът е прилепен до скалата в едно от най-красивите места на каньона наречен "Клисура". 
Според преданието през 1700 г. в село Хрисовери, в малката църква Света Параскева, еничар се подиграл с християните по време на Възкресението и веднага жител на селото, наречен Кумбура, извадил револвер и го убил. Селяните незабавно укрили Кумбура в пещерата на местото на манастира. Кумбура останал там дълго време, а селяните му носили храна. Когато убийството било забравено, Кумбура отишъл в селото и казал на жителите, че там, където бил скрит, всяка вечер виждал светлина в пещерата. Селяните се втурнали до входа на пещерата и с голяма изненада видели образа на Света Богородица, а малко по-навътре на дълбочина около пет метра откриват вода в кладенец за освещение. За много кратко време селяните построяват малка църква в тази част на пещерата, а по-късно вътре в пещерата е построена днешната църква. 
Известно време манастирът приютява Козма Етолийски. По тази причина блаженопочившият навпактски митрополит Теоклит издига бюст на Свети Козма Етолийски в двора на светата обител. 